# Thaumaglossa pauliani
Thaumaglossa pauliani is een keversoort uit de familie spektorren (Dermestidae). De wetenschappelijke naam van de soort werd in 1953 gepubliceerd door Maurice Pic in Paulian.